# Hauges Plads
Hauges Plads i Odense er en mindre plads i bydelen Bolbro som ligger i krydset mellem Middelfartvej og Stadionvej. Pladsen fik navnet i 1946 efter tidligere minister, folketingsmand og byrådsmedlem C.N. Hauge (1870 – 1940).